# Pardoxia innocens
Pardoxia innocens är en fjärilsart som beskrevs av Walker 1858. Pardoxia innocens ingår i släktet Pardoxia och familjen trågspinnare. Inga underarter finns listade i Catalogue of Life.